# Grammaire du lojban
Pour un article plus général, voir Lojban.

Logo du Lojban

La grammaire du lojban, langue construite sur la base de la logique des prédicats, est majoritairement empruntée au premier « langage logique », le Loglan, et certaines de ses caractéristiques proviennent du Làadan.
La manière dont le lojban considère et articule ses concepts pleins (les brivla) est directement décalquée du formalisme mathématique du calcul des prédicats. Afin de pouvoir transcrire ce qui est fondamentalement des prédicats (parfois récursivement définis) sous forme d'une suite de mots, le lojban dispose d'un riche vocabulaire de « mots grammaticaux », les cmavo, qui permettent de traduire le plus naturellement possible les différentes articulations possibles entre prédicats, et si nécessaire de marquer parenthésages et séparations sur des structures complexes.
La régularité, l'univocité, et la polyvalence de la grammaire du lojban doivent beaucoup à la linguistique scientifique et à la programmation informatique, qui étaient indisponibles pour les concepteurs de langues antérieures.
Un avantage du lojban a été résumé comme suit: « Le lojban se place au-delà des restrictions de la grammaire européenne. Il incorpore ouvertement les universaux linguistiques, la construction de ce qui est nécessaire pour soutenir l'expressivité de toute la variété des langues naturelles, y compris celle des non-européens. »

## Généralités

### Grammaires formelles
Les structures grammaticales de la langue sont « définies par un ensemble de règles qui ont été testées afin d'être non-ambiguës lorsque le lojban est utilisé par des ordinateurs ».
Les textes lojban peuvent être analysés comme des textes de langages de programmation, n'utilisant que des grammaires formelles comme le PEG, YACC, et la forme de Backus-Naur. Il y a plusieurs types d'analyses syntaxiques disponibles,,.
Selon What Is Lojban?,
ils peuvent être analysés formellement par un automate, qui est appelé la «machine grammaticale», sans avoir à s'appuyer sur la sémantique :
- chaque mot a exactement une interprétation grammaticale ;
- les mots se rapportent grammaticalement les uns aux autres exactement d'une manière.

Les règles non-ambiguës testées par ordinateur comprennent également la grammaire de phrases «incomplètes», par exemple : narrative, citationnelle ou des expressions mathématiques.

### Alphabet et Phonologie
Le lojban est conçu pour pouvoir être lu comme il est écrit, et pour être écrit comme il est parlé.
Cette correspondance biunivoque est le premier sens dans lequel il est dit ne pas être ambigu.
6 voyelles et 21 consonnes existent en lojban. Les phonèmes doivent être en rapport avec les graphèmes, ce qui signifie que l'alphabet du lojban est composé de 27 lettres (lerfu) correspondant chacune à chaque morceau de son de la langue. 
Les graphèmes lojban peuvent varier; cet article utilise la version de l'alphabet latin, qui est actuellement l'utilisation la plus courante (voir Orthographe pour plus de détails). Les phonèmes, d'autre part, sont définies par l'alphabet phonétique international.
Le nom de chaque consonne est la consonne elle-même, suffixée par y (qui se prononce euh, comme le schwa) : by., cy., dy., fy., gy.... Le nom des voyelles est la voyelle elle-même, suffixée par bu (suffixe transformant une lettre en mot) : .abu, .ebu, .ibu, .obu, .ubu, ybu.. Pour épeler des mots non lojban, les trois lettres H, Q, et W se transcrivent .y’y.bu, ky.bu et vy.bu.
Le lojban possède 16 diphtongues<ai><au><ei><oi>. les triphtongues existent en tant que combinaisons d'une diphtongue montante et tombante, par exemple <iau></oi></ei></au></ai>.

### Transcription
Le lojban peut être écrit à travers des systèmes orthographiques différents aussi longtemps qu'il répond aux régularités requises. Les raisons pour une telle liberté sont les suivantes :
1. Le lojban est plutôt défini par les phonèmes; par conséquent, aussi longtemps qu'ils sont correctement rendus de façon à maintenir l'isomorphisme audio-visuel lojban ;
2. Le lojban est censé être aussi culturellement neutre que possible, il n'est donc jamais essentiel de prétendre qu'une l'orthographe particulière d'une certaines langues particulières devrait être le mode dominant de cette langue.

Certains lojbanistes ont étendu ce principe afin de revendiquer que même une orthographe originale de la langue doit être recherchée,.

### Morphologie
Le lojban est conçu pour qu'une analyse morphologique formelle soit toujours possible : même sans connaître en connaître le sens, il est toujours possible de séquencer un énoncé en mot (en s'appuyant notamment sur les accents et les arrêts vocaliques), et il est toujours possible de déterminer la classe grammaticale d'un mot inconnu : c'est le deuxième sens dans lequel le lojban revendique d'être non ambigu.
Il y a trois classes principales de mots, et quatre unités d'analyse morphologique, qui se distinguent par leur morphologie :
1. Les  cmene, les noms propres. Un nom propre doit toujours se terminer par une consonne (ou plus), et donc être suivi d'une pause marquant la fin du mot (notée par un point).
2. Les cmavo qui sont des petits mots grammaticaux jouant des rôles divers. Un cmavo se caractérise morphologiquement par le fait qu'il se termine par une voyelle, et ne contient jamais de double consonne.
3. Les brivla, noms de relation, correspondant aux noms communs et aux verbes, les deux classes étant assimilées en lojban. Un brivla se caractérise par le fait qu'il se termine par une voyelle et contient toujours une paire de consonnes dans les cinq premières lettres (sans compter y et apostrophes). Ils ont toujours au moins deux syllabes, et portent l'accent sur l'avant-dernière syllabe[11].
4. De plus, pour la formation des mots composés lujvo, des « formes recombinantes » (rafsi) sont attribuées à certains des brivla (racines) et de certains cmavo[12],[13].

Suivant leur origine, il existe trois catégories de brivla, qui peuvent se distinguer par leur morphologie : 
1. les gismu, les mots racines qui permettent de construire les autres brivla ;
2. les lujvo (mots composés), composition de brivla ;
3. les fu’ivla (mot étranger importé), des mots issus de langues naturelles, lojbanisés.

Cependant, ces trois types de brivla jouent exactement le même rôle dans la grammaire du lojban.

### Attitudinals
Les attitudinals sont un ensemble de cmavo qui permettent aux orateurs d'exprimer leur état émotionnel, ou l'état actuel du discours. Dans les langues naturelles, les attitudes sont exprimées à l'aide des interjections, mais aussi par le ton de la voix en parlant, et (très imparfaitement) par la ponctuation lors de l'écriture; en lojban, ces informations sont largement exprimable en mots. Et les significations doivent être comprises séparément de l'attribut principal.
.iu (amour)
.ui (heureux)
Ils peuvent être «hiérarchisés» par suffixes:
.uinai (heureux-non = malheureux)
.uicai (heureux-intense = très très heureux)
.uicu'i (heureux-neutre)
La combinaison est possible, créative et hautement productive :
.uinaicai (heureux-non-intense)
.iu.uinai (amour-heureux- non = Je suis malheureux en amour)

## Mots grammaticaux

### cmavo
Le lojban utilise de nombreux mots grammaticaux (les cmavo) pour préciser de manière non ambigüe les rapports entre les mots pleins (les brivla). Les cmavo permettent d'articuler en une même assertion des mots pleins (brivla) ou des structures plus complexes.
Les cmavo peuvent être comparés à des opérateurs mathématiques portant sur les assertions, et de même qu'en mathématique, un cmavo ne peut avoir qu'un sens et un seul - l'analyse grammaticale ne doit conduire à aucune ambiguïté, c'est la troisième non-ambiguïté revendiquée par le lojban.
À cause de cette contrainte, les cmavo se retrouvent très souvent à former une famille nombreuse (selma'o), dont chaque membre est nécessaire pour gérer un cas particulier.

### Séparateurs
L'unité élémentaire d'énonciation (la phrase) est appelée bridi, terme primitif qui signifie « prédicat » ou « être en relation prédicative ». Cependant, si la logique sous-jacente est toujours celle d'un prédicat, ce prédicat est exprimé sous forme d'une suite de mots. Dans un énoncé lojban il n'y a normalement ni parenthèses ni virgule apparentes, parce que ces fonctions de délimitation sont implicitement remplies par la structure même de l'énoncé.
Certains cmavo, qui peuvent introduire des sous-structures grammaticales, sont associés à des séparateurs ou encore à des délimiteurs, eux-mêmes des cmavo, qui permettent si nécessaire de délimiter sans ambiguïté les limites des différentes structures. Cependant, dans la plupart des structures, il n'y a pas d'ambiguïté dans les cas simples. Les cmavo associés aux fonctions correspondantes sont dans ce cas optionnels, peuvent être omis et sont alors implicites. Ces ellipses permettent d'alléger considérablement les phrases simples, mais par le fait même, rendent invisible la structure logique rigoureuse sous-jacente à la construction des énoncés.
Dans certains cas, inversement, les délimitations implicites ne sont plus suffisantes, et des mots délimiteurs deviennent nécessaires.
Il y a des délimiteurs permettant de préciser les limites de chaque structure complexe, et il n'est jamais incorrect grammaticalement de les expliciter, mais expliciter des délimiteurs inutiles est considéré comme contraire à l'esprit du lojban.

### Structures grammaticales ambivalentes
Par défaut, l'analyseur grammatical considère que les mots successifs se rattachent au bloc grammatical le plus profond dans la structure d'analyse qui soit encore ouvert, jusqu'à ce que quelque chose impose la clôture du bloc. Pour l'analyse formelle, ce peut être l'épuisement de la liste d'arguments, mais également l'apparition d'un cmavo appartenant à un bloc supérieur, ou un cmavo marquant explicitement la fermeture de ce bloc.
La division grammaticale entre des mots pleins successifs (brivla) peut par exemple être rendue explicite par le séparateur cu, qui par définition marque la fin du premier argument et le début du prédicat :
le nixli cu melbi = (le nixli cu) melbi = la fille est belle
Dans cette phrase, cu est un séparateur qui marque la fin du premier argument, et montre donc que dans la succession de brivla, le terme de gauche est un sumti (argument) et le terme de droite joue le rôle de selbri (entremetteur). Sans cu, les deux gismu nixli melbi seraient compris comme une « métaphore » (tanru) formant un seul bloc, « la beauté de la fille » (voir relations en lojban).
Noter que malgré le parallélisme apparent des mots, cu n'a rien à voir dans cette phrase avec la traduction du verbe être, c'est un terminateur sans valeur sémantique.
De même, un terminateur vau permet de séparer les sumti (arguments) communs dans un bridi (énoncé) composé :
mi dunda le cukta gi'e lebna lo rupnu vau do = mi, ( (dunda, le cukta), gi'e, (lebna, lo rupnu), vau), do
Je ( (donne le livre) et aussi (prends de l'argent) ) à toi
Il indique ici que les deux bridi, dunda le cukta et lebna lo rupnu, partagent le même premier sumti mi et le même deuxième do. Comparez-le avec son équivalent développé :
mi dunda le cukta do .ije mi lebna lo rupnu do = (mi, dunda, le cukta, do) .ije (mi, lebna, lo rupnu, do)
Le terminateur vau signale la fin de la structure ouverte par gi'e. Sans ce terminateur vau, le dernier sumti (argument) serait rattaché au dernier énoncé ouvert, celui de lebna (prendre).
mi dunda le cukta gi'e lebna lo rupnu do = mi, ( (dunda, le cukta), gi'e, (lebna, lo rupnu, do ) )
Je ( (donne le livre) et aussi (prends de l'argent à toi ) )
Le dernier argument, do, ne se rattachant plus au premier énoncé, on ne sait plus à qui le livre est donné.

### Terminateurs et séparateurs omissibles
Le lojban dispose ainsi d'une liste d'une vingtaine de terminateurs généralement omissibles,
qui peuvent être nécessaire pour clore telle ou telle structure grammaticale. Les principaux terminateurs sont : :
- ku, qui termine le dernier groupe ouvert par un terme de la famille de le.
- boi, qui termine un argument numérique.
- vau, qui termine la liste des sumti (arguments) associés à un selbri (entremetteur).
- kei, qui termine le niveau d'abstraction ouvert par nu.

De même, les groupes peuvent comporter des séparateurs, comme cu qui par marque la fin du premier argument et le début du prédicat, ou bei qui sépare deux arguments, en plus de vau qui termine la liste.

## Structure de base d'une assertion

### Mots-relation, oubrivla
Étant dérivé de la logique des prédicats, l'unité de l'expression lojban est basé sur les prédicats, organisés autour d'un brivla, partie de la proposition qui porte l'information verbale à propos du sujet.
Un brivla (mot relation) étant essentiellement une relation, sa définition complète comprend donc aussi la liste complète de ses arguments, les sumti, leur signification, dans l'ordre dans lequel ils apparaissent (leur « emplacement structurel » dans la relation).
Un brivla (mot relation) peut avoir de un à cinq arguments, conventionnellement désignés par x1, x2, x3, x4, x5 dans les définitions ; et l'emplacement structurel de chaque argument permet de déterminer sans ambiguïté son rôle dans le bridi (énoncé) : c'est le troisième sens suivant lequel le lojban revendique de ne pas être ambigu.
Les ensembles ordonnés de sumti assignés à chaque brivla (mot relation) sont appelés des « emplacements structurels ». Ils sont explicitement définis dans les dictionnaires.
Par exemple, dans un dictionnaire, la définition complète de klama (se déplacer) peut s'exprimer succinctement par :
klama : x1 se déplace vers x2 depuis x3 via x4 au moyen de x5.
De manière plus détaillée, une telle définition signifie qu'un prédicat concernant un déplacement, désigné par klama, prend sa valeur par rapport aux arguments suivants, décrits dans l'ordre de leur emplacement structurel :
- x1 est un ensemble d'individu dont l'action a pour résultat de les mettre en déplacement.
- x2 est la destination, le lieu où se situera x1 quand l'action trouvera son achèvement normal.
- x3 est l'origine, le lieu ou se situe x1 au début de l'action.
- x4 décrit une trajectoire, ou des points par lesquels passe la trajectoire, suivie par x1 pour se rendre de x3 à x2.
- x5 décrit le moyen de transport par lequel ce résultat est obtenu.

Il est important de noter qu'un brivla en lojban n'est pas seulement l'équivalent d'un verbe dans les langues naturelles. Un brivla peut être soit un verbe, un nom, un adjectif ou un adverbe. Sa fonction est déterminée syntaxiquement, non morphologiquement.
Ainsi, le brivla (mot relation) peut avoir de nombreux compléments, dont le sens est directement donné par l'emplacement structurels, sans préposition en marquant la fonction. Cela contraste avec l'approche des langues accusatives ou des langues ergatives, où un ou deux termes sont déterminés par position (sujet, objet direct, objet indirect) et tous les autres sont exprimés par des prépositions.

### Ordre des mots dans une assertion
La phrase élémentaire lojban (bridi) est formée en concaténant un premier sumti (argument ), suivi du selbri (brivla entremetteur), suivi des autres arguments (sumti) éventuels, dans l'emplacement structurel voulu par la relation :
bridi = [sumtix1], <cu>, selbri, [sumtix2], [sumtix3], [sumtix4], [sumtix5], <vau>
Cet ordre n'est pas le seul possible en lojban ; le selbri (nom de relation) peut en fait être placé derrière n'importe lequel des sumti (arguments). Le mot grammatical cu qui apparaît ici marque explicitement la fin du (ou des) sumti et le début du selbri, et peut généralement être omis (mais en l'absence de cu dans  « le cribe cu klama » -l'ours se déplace-, la concaténation cribe klama serait interprétée comme un mot composé tanru, un déplacement ursin). De même, vau marque explicitement (et facultativement) que la liste des sumti (arguments) est terminée, ce qui est implicitement le cas à la fin de la phrase.
D'autre part, même si la position structurelle des arguments est fixe, ce n'est qu'une position par défaut, et leur position effective dans un énoncé donné peut varier. Le lojban dispose de deux séries de préfixes grammaticaux, la première permettant de forcer l'interprétation de la position d'un argument à une position structurelle donnée ; l'autre permettant d'inverser le premier argument avec celui d'un rang donné.
Ces derniers sont dotés d'un rafsi (radical) permettant de préfixer des mots composés, comme "selbri" (mot mettant en relation) et "terbri" (la liste, complètement spécifiée et dans l'ordre, des arguments d'un énoncé donné), deux termes grammaticaux qui sont définis à partir de la racine bridi (relation) : x1 est une mise en relation, par le mot plein x2 (le selbri), avec la liste d'arguments x3 (liste dénommée terbri).
| Rang | Indicateur de rang | Préfixe de permutation | rafsi de la permutation |
| ---- | ------------------ | ---------------------- | ----------------------- |
| 1    | fa                 | -                      |                         |
| 2    | fe                 | se                     | sel-                    |
| 3    | fi                 | te                     | ter-                    |
| 4    | fo                 | ve                     | vel-                    |
| 5    | fu                 | xe                     | xel-                    |

NB : Noter que le préfixe de la troisième conversion est ter-, tel- étant pour des raisons historiques le préfixe réduit de stela (sceller, verrouiller). Par ailleurs, le rafsi associé au sujet pourrait être fel-, mais ce terme n'est pas défini.
En ce qui concerne l'ordre des fonctions syntaxiques, la typologie du lojban prend basiquement la forme sujet-verbe-objet, avec la forme sujet-objet-verbe aussi commune, mais ces possibilités de permutations permettent en fait d'utiliser n'importe quel ordre de mots :
- SVO = mi prami do = ordre normal, je aime toi
- SOV = mi do prami = recul du verbe : par moi tu es aimé
- OVS = do se prami mi = inversion des arguments 1 et 2 (se) donnant une forme passive : tu es aimé par moi
- OSV = do mi se prami = inversion des arguments 1 et 2 (se) et recul du verbe : tu es par moi aimé
- VSO = prami fa mi do = marquage explicite de l'argument 1 par fa : aimé par moi tu es
- VOS = prami do fa mi = marquage explicite de l'argument 1 par fa : aimé tu es par moi ; ou encore
- VOS = te prami do mi = inversion des arguments 1 et 3 par te (et le 3 étant sauté en première position) : aimé toi par moi.

Voici quelques exemples de langues naturelles dont l'ordre des mots est reproduit en lojban:
| Ordre | Langue    | Exemple                            | Mot à mot                                 | Équivalent lojban                              | Mot à mot                                                        |
| ----- | --------- | ---------------------------------- | ----------------------------------------- | ---------------------------------------------- | ---------------------------------------------------------------- |
| VSO   | Irlandais | Labhraíonn Mícheál Gaeilge le Cáit | parle / Mícheál / Irlandais / avec Cáit   | tavla fa la .mixal. fo la sicko'o fe la .kat.  | parle / Mícheál / en Irlandais / à/avec Cáit                     |
| VOS   | Malgache  | Mamaky boky ny mpianatra           | lis / livre / l'étudiant                  | tcidu lo cukta fa le tadni                     | lis / un livre / l'étudiant                                      |
| OSV   | Xavànte   | Âi ba, wa mo.                      | à la-rivière / je / vais                  | fe le rirxe fa mi klama                        | à la rivière / je / vais                                         |
| OVS   | Guarijio  | Ihtébani o'ílaci yawi-pó=ra        | Esteban maison à / danse-[passif].[futur] | ti'e bu'u le zdani be la .esteban. ba nu dansu | [j'entends!] de la maison d'Esteban / [futur] événement-de danse |
| SOV   | Japonais  | 僕がこれ を作ったんだよ。          | Je / ça / fabrique-[assertif]             | mi ti pu zbasu vau je'uju'i                    | Je / ça / [passé] fait [terminaison-bridi] [vérité]              |

### Localisation de l'assertion dans le temps et l'espace
Un énoncé comme mi klama le zdani (je vais à la maison) n'est pas situé dans le temps (ni dans l'espace). Il est habituellement traduit par un présent, mais en toute rigueur il pourrait se traduire aussi bien au passé (j'allais à la maison) qu'au futur (j'irais à la maison). L'énoncé est aussi peu situé dans le temps que le serait en français un groupe nominal équivalent comme « mon retour au domicile » - est-il actuel, passé, futur? Par défaut, le lojban ne précise pas cet aspect, qui est généralement clair d'après le contexte ; mais il peut être précisé par des constructions plus spécifiques.
Le lojban dispose de toute une série ([PU], [VA] et [FAhA]) de mots grammaticaux permettant de situer les actions ou les choses dans le temps ou dans l'espace.
| Mot | Sens          | Exemple              | Traduction                           |
| --- | ------------- | -------------------- | ------------------------------------ |
| ba  | Futur         | mi ba klama le zdani | J'irai à la maison                   |
| ca  | En même temps | mi ca klama le zdani | Je suis en train d'aller à la maison |
| pu  | Passé         | mi pu klama le zdani | Je suis allé à la maison             |
| va  | Intermédiaire | mi va klama le zdani | Là je vais à la maison               |
| vi  | Proche        | mi vi klama le zdani | Ici je vais à la maison              |
| vu  | Lointain      | mi vu klama le zdani | Là-bas je vais à la maison           |

Ces marqueurs se placent devant le selbri (entremetteur) qu'ils modifient. Ils se placent normalement après le cu qui marque facultativement la séparation entre le premier argument et le selbri (entremetteur) ; et leur présence rend le cu superflu.
Ils peuvent également se placer en début d'assertion, en étant suivi par le terminateur ku.
Ces repères spatio-temporels peuvent également porter sur n'importe quel selbri : le pu bajra cu tavla met au passé barja, donnant : « l'ancien coureur parle ».

## Différents types d'arguments

### Arguments des prédicats -sumti
Les arguments d'un prédicat (sumti) peuvent être de cinq types simples :
1. des descriptions (noms communs), qui commencent par un descripteur (gadri) comme le (ou la ou lo) ;
2. des pro-sumti (l'équivalent lojban des pronoms), comme mi ;
3. des noms propres (cmene), qui sont généralement précédés de la ;
4. des citations, qui débutent par un "guillemet ouvrant" comme lu, le'u, zo ou zoi ;
5. des indications numériques, qui commencent généralement par li.

Par exemple, dans
mi cusku lu e’osai li’u le tcidu (je dis "s'il vous plaît" à l'enseignant)
la relation cusku (exprimer) a trois arguments :
(1) un pronom (mi) en position sujet ;
(2) une citation lu e’osai li’u , ouverte par lu et refermée par li'u, contenant le mot e’osai (s'il te plaît) ;
(3) un nom commun le tcidu (le maître, l'enseignant).
De même, dans
la meris. mitre li re (Marie mesure deux mètres)
on trouve comme argument de mitre (mesurer)
(1) un nom propre (la meris., Marie)
(2) et un nombre (li re, deux).

### Descriptions (noms communs)

#### Description basique
Les descriptions basiques en lojban se composent de deux unités, les descripteurs LE/LA, et un selbri:
le zarci = le marché.
Bien que le est assez proche du sens du français «le/la», il possède des implications particulièrement uniques. Dans cet exemple, le crée un argument qui pourrait se produire dans le lieu x1 de l'appartenance au selbri zarci, à savoir un objet qui « est_un_marché ». Ici, le spécifie également que l'orateur (1) a un ou plusieurs marchés à l'esprit, et que (2) il exprime quelque chose qu'il a à l'esprit concernant ces marchés qu'il a en tête.
Alors que les francophones doivent faire la différence entre «le marché» et «les marchés», les lojbanistes n'ont pas besoin de faire le choix. La forme le zarci correspond indifféremment à un singulier ou un pluriel, tant qu'elle n'est pas déterminée par des déterminatifs numéraux (ce qui est toujours possible) :
le zarci cu barda : Le marché est grand. / Les marchés sont grands.
Comme la construction le + selbri décrit simplement « quelque chose que le locuteur a en tête et qu'il décide arbitrairement de qualifier par le selbri », une expression comme ci-dessous est possible:
le nanmu cu ninmu : une-ou-plus-choses-spécifiques-que-je-décris, comme «homme» sont des femmes (j'avais qualifié ça d'homme, mais c'est des/une femme.
Alors que le est subjectif, lo ne l'est pas, et décrit quelque chose qui répond objectivement à la description :
lo zarci cu barda : Un marché est grand. / Quelques marchés sont grands.
lo se réfère généralement à un ou plusieurs marchés, sans être précis sur ce référent ; mais contrairement à le zarci, lo zarci doit se référer à quelque chose qui est réellement un marché. Un énoncé comme le morsi cu jmive (réellement-mort est vivant) serait illogique, car il n'y a pas d'objets dans le monde réel, qui sont à la fois mort et vivant.
De son côté, la dissocie le selbri (mot relation) subséquent de son sens d'origine. Comme la description le, la description la est implicitement limités à ceux que le locuteur a à l'esprit:
la cribe pu finti le lisri
l' «ours» [passé] créé l'histoire. = L'« Ours » a écrit l'histoire.
Il ne s'agit pas ici d'un ours véritable, ni d'un objet que le locuteur décide de qualifier d'ours, mais d'un acteur qui porte le titre de « Ours » - le groupe de l'Ours, qui n'a rien nécessairement d'ursin.
Toutes les descriptions se terminent implicitement par ku.

#### De quoi parle-t-on?
Il y a cinq descripteurs (gadri dans lojban): lo, le, la, li et me'o; dont les trois premiers subissent des inflexions pour montrer l’individualité, la masse, ou un ensemble.
|                         | Individualité | Masse | Ensemble | Typique |
| Indéfini                | lo            | loi   | lo'i     | lo'e    |
| Défini                  | le            | lei   | le'i     | le'e    |
| Nom                     | la            | lai   | la'i     | -       |
| Nombre                  | li            | -     | -        | -       |
| Expression mathématique | me'o          | -     | -        | -       |
| ----------------------- | ------------- | ----- | -------- | ------- |

La distinction individuelle/masse est similaire à la distinction entre la masse des noms et l'énumération des noms.
Notez que les gadri sont parfois appelés articles, qui ne correspond pas à la notion habituelle d'articles en linguistique.
Afin d'éviter toute ambiguïté dans ce que signifie la désignation par exemple d'un ours (cribe), le lojban distingue tout d'abord ce qu'est l'ensemble de référence, et fait la différence entre l'ensemble que le locuteur a en tête le cribe (ce que je décris comme étant un ours, mais c'est mon point de vue), l'ensemble objectif des objets de cette nature lo cribe (ce qui est effectivement et objectivement un ours) et ce qui est une désignation arbitraire la cribe (ce qui porte conventionnellement le nom de « ours », indépendamment de sa nature réelle, par exemple un certain Ursus ou la ville de Berne).
Le lojban propose ainsi de nombreuses distinctions pour préciser ce que l'on décrit par le terme cribe (ours) :
- lei cribe (les ours auxquels je pense, tous ensemble en masse collective) ;
- loi cribe (un sous-ensemble des vrais ours) ;
- lai cribe (le groupe connu sous le nom de "les Ours") ;
- le'i cribe (l'ensemble des ours auxquels je pense) ;
- lo'i cribe (l'ensemble des membres de l'espèce) ;
- la'i cribe (tous les membres du groupe nommé "les Ours")
- le'e cribe (quelque chose que j'appelle typiquement un ours) ;
- lo'e cribe (l'ours typique représentatif de l'espèce).

De plus, ces différents descripteurs peuvent se combiner à d'autres pour former des possessifs (lemi = les miens), des désignations particulières (leta = ceux-ci)...

### Pronoms

#### Pronoms personnels
Au-delà du classique triplet « je - tu - il » la série des pronoms (KOhA) explore tout une série de pronoms personnels (sachant que le lojban ignore par défaut les distinctions singulier/pluriel et masculin/féminin/neutre, même s'il dispose de mécanismes pour les expliciter) :
- mi : moi, je (et suivant le contexte, peut-être d'autres personnes au nom desquelles le locuteur parle).
- do : toi, vous, la ou les personnes à qui le discours s'adresse, suivant le contexte, suivant qu'on s'adresse à une personne ou un groupe.
- mi'o : nous, dans le sens de la réunion de moi (qui peut être pluriel) et toi (qui peut également l'être).
- mi'a : nous autres, moi (ou nous) et d'autres, à l'exclusion de toi (ou vous).
- do'o : vous autres, toi (ou vous) et d'autres, à l'exclusion de moi (ou nous).
- ma'a : nous tous, moi (nous), toi (vous) et d'autres.

Et de même, « lui/eux » peut se distinguer entre :
- ti : celui-ci (ou ceux-ci), proche du locuteur ;
- ta : celui-là (ou ceux-là), plus éloigné mais proche de l'auditeur ;
- tu : celui-là-bas (ou ceux-là-bas), éloigné à la fois du locuteur et de l'auditeur.

Le lojban justifie cette distinction en expliquant que le japonais la fait régulièrement, et que l'anglais disposait jusqu'au XVIe siècle de yon pour désigner quelque chose de très éloigné. Le lojban a souvent tendance à proposer des constructions grammaticales permettant de faire le parallèle avec la grammaire de langues les plus variées.

#### Pronoms interrogatif et impératif
Le lojban dispose d'un pronom spécial, ma, qui marque l'emplacement d'un argument indéterminé dont le locuteur demande à l'auditeur la valeur :
do klama ma = « toi aller <destination=?> » = où vas-tu ?
Il dispose également d'un pronom spécial, ko, traduisant l'équivalent de l'impératif. Employé dans n'importe quelle assertion à n'importe quelle place, il signifie que le locuteur demande à l'auditeur d'agir en sorte que l'assertion parallèle où ko est remplacé par do soit vraie.
Ainsi :
do bajra = « tu cours » → ko bajra = « fais en sorte que tu courre » = « cours! »
Noter que l'interlocuteur n'est pas nécessairement le sujet de l'énoncé :
nelci do = « on t'aime » → nelci ko = « fais en sorte qu'on t'aime » = « sois aimé! »
L'interlocuteur peut apparaître en plusieurs positions :
ko kurji ko = « fais en sorte de prendre soin et que ce soit de toi »« prends soin de toi-même! »
Le terme ko dans une assertion traduit un ordre direct et sans nuance, le genre d'assertion que peut donner quelqu'un en droit de donner un ordre. Pour adoucir la demande de manière plus polie, on peut faire précéder l'assertion d'un indicateurs d'attitude, le plus générique étant ".e’o", indiquant que le locuteur souhaite le résultat (et n'est donc pas en position de demander un ordre).

### Nombres

#### Généralités
Les articles d'ensemble considèrent l'ensemble mathématique des référents.
lo'i jurme bene'i mi cu bramau lo'i mi mivysle («L'ensemble des bactéries à l'intérieur de moi est plus grand que l'ensemble de mes cellules.»)
lo mi kerfa cu jdari .iku'i loi mi kerfa cu ranti («Mes cheveux sont raides, mais mon cheveux est doux.»)
Les articles de nombres et des expressions mathématiques sont utilisés quand on parle de chiffres et de variables représentés par des lettres.
bi jgena («huit nœuds»)
lo me li bi jgena («Un nœud de huit», Quoique ce soit; peut-être qu'il a huit boucles)

#### Numération
Les chiffres définis en lojban (et les radicaux associés) sont :
0. no > non
1. pa > pav
2. re > rel
3. ci > cib
4. vo > von
5. mu > mum
6. xa > xav
7. ze > zel
8. bi > biv
9. so > soz
A. dau (décimal 10)
B. fei (décimal 11)
C. gai (décimal 12)
D. jau (décimal 13)
E. rei (décimal 14)
F. vai (décimal 15)
Un nombre s'énonce par la suite de ses chiffres : vomusore= 4592 = vo ki’o musore.
Les jours de la semaine (djedi) sont numérotés : dimanche = la padjed. ou pa(n)djed ou  nondei. De même, les mois pa(v)mast. ou pavma’i = premier mois. L'origine du décompte peut dépendre des systèmes de référence.

#### Compléments aux chiffres
Caractérisation d'ensembles :
da'a : tous sauf n (par défaut : tous sauf 1).
du'e : trop.
ji'i : à peu près (défaut : un nombre typique pour ça).
mo'a : trop peu.
rau : suffisamment.
ro : tous, chacun d'entre eux.
so'a : presque tous.
so'e : la plupart d'entre eux.
so'i : beaucoup d'entre eux.
so'o : plusieurs d'entre eux.
so'u : peu d'entre eux.
su'e : au plus (tous), pas plus de.
su'o : au moins (quelques), pas moins de.
Symboles spéciaux :
ce'i : « % » pour cent.
fi'u : « / » division, fraction, inverse.
ki'o : « _ » séparateur de milliers, mille.
ma'u : « + » nombre positif.
me'i : « < » plus petit que.
ni'u : « - » nombre négatif.
pi : « . » point décimal.
pi'e : « : » séparateur pour base >16, par exemple les dates.
ra'e : «... » les chiffres suivant de la fraction sont périodiques.
za'u : « > » plus grand que.
Nombres spéciaux :
ci'i : « Aleph », infini, ordre d'infinité.
ka'o : « i » base des nombres imaginaires.
no'o : typiquement, en moyenne.
pai : « π » Pi=3.14159...
te'o : « e » e=2.71828...
tu'o : « null » utilisé dans des opérateurs unaires.
xo : « chiffre » combien, quel nombre, quel chiffre?

## Qualificatifs

### Métaphores, outanru
Le mécanisme de base pour étendre le vocabulaire ou spécifier la sémantique est de superposer deux brivla (mots prédicatifs), le premier modifiant la sémantique du second. Cette construction prend le nom de « métaphore » ou tanru (racine qui désigne la relation entre la nouvelle métaphore et ses mots composés).
Par exemple, à partir des deux racines patfu (être père de) et mamta (être mère de), la superposition mamta patfu désignera un père maternel, donc (probablement) la relation correspondant au grand-père maternel (père de la mère).
La construction par simple métaphore est nécessairement ambigüe ; dans tous les cas la construction désigne un père, mais suivant le contexte, mamta patfu peut aussi bien désigner un père qui (par certains aspects) peut en même temps être qualifié de mère, par exemple un « père-poule ».
Cette imprécision vient de ce que l'interprétation n'est pas ici gouvernée par « la logique », mais par ce que le locuteur a en tête quand il fait cette composition.
La seule chose que l'on peut espérer est qu'il s'agit du genre de tertau que l'on trouve plus probablement en relation avec un contexte évoqué par le seltau, ce qui peut être très vaste. De toute évidence les chemins les plus courts passant par les liens sémantiquement les plus forts seront les plus vraisemblables, mais il faut donc garder l'esprit ouvert.
Par rapport aux grammaires classiques, ce mécanisme correspond à la fois à celui d'adverbe et d'adjectif :
- Si le terme caractérisé (brivla) est en position d'objet (sumti), le brivla que l'on a juxtaposé en préfixe joue le rôle d'un adjectif : sutra bajra signifie une « course rapide », terme pouvant être employé à tout endroit où une « course » est pertinente.
- Si le terme caractérisé (brivla) traduit une relation (selbri), le brivla juxtaposé en préfixe joue le rôle d'un adverbe : mi sutra bajra signifie « je cours rapidement », et le tanru "sutra bajra" peut être employée partout où bajra peut l'être.
- Dans un sens très général, cette juxtaposition joue le rôle d'une « relation génitive » : sutra bajra signifie « le bajra de sutra », le type de course que l'on rencontre dans un contexte de vitesse, ou « course de rapidité ». Dans ces deux constructions, sutra peut s'interpréter comme « de type rapide » appliqué à « course » ou « courir ».

Sur le plan grammatical et sémantique, un tanru (métaphore) reste au sens littéral un cas particulier de son élément tertau (qualifié), dont il suit la définition et reprend les paramètres structuraux. En particulier, bien que le procédé soit qualifié de « métaphore » par les auteurs du lojban, il n'est pas possible d'utiliser un tertau dans un sens figuré : traduire mot à mot une « bête (mabru) de scène (draci) » ne peut être interprété que littéralement : l'objet qualifié ne change pas de définition ni de paramètres et on aura toujours « draci mabru : x1 est un animal d'espèce x2 », il s'agit donc probablement d'un animal dressé pour la scène, mais en tout cas certainement pas d'un acteur.
Dans cette construction le groupe grammatical qui sert de qualificatif peut être un brivla (mots prédicatifs), mais également un nom propre (cmene), un pro-sumti (l'équivalent lojban des pronoms), ou toute autre groupe simple ou complexe.

### Possessifs
L'interprétation d'un tanru (métaphore) peut en particulier être celle d'un possessif quand le « qualificatif » est un nom de personne : le la meiris.chukta signifie ainsi en général le livre (cukta) qui apparaît dans le contexte où l'on trouve Marie (la meiris.), donc « le livre de Marie », construction dont l'interprétation est aussi vague en lojban qu'elle peut être en français. Ce peut être le livre appartenant à Marie, ou le livre que Marie est en train de lire ou simplement de tenir, voir un livre dont le sujet est Marie. De même qu'en français, l'interprétation la plus directe est celle d'un possessif, mais c'est un possessif vague qui n'implique pas un rattachement très fort sémantiquement.
La construction d'un tanru avec un pronom correspond à la fonction d'un pronom possessif :
le mi cukta = « le mien livre » = « mon livre »

### Bloc relatif
Le bloc grammatical qui sert de qualificatif ou de possessif est plus généralement un bloc relatif. Dans les constructions simples précédentes, il est introduit implicitement par la superposition directe ; il peut également l'être par un mot grammatical relatif (de la famille GOI), qui permet d'en varier la position et d'en préciser le sens (et si nécessaire, ce bloc relatif se termine par le terminateur omissible ge'u).
le mi cukta (« mon livre ») → le pe mi cukta → le cukta pe mi

## Coordination

### Connecteurs
Puisque le lojban correspond à un langage logique, il va de soi qu'il existe un grand nombre de conjonctions logiques.
Il existe 16 fonctions de vérité différentes, les quatre fondamentales sont assignés à quatre voyelles en lojban.
| A | Le PREMIER est vrai et/ou le SECOND est vrai (VVVF)              |
| E | Le PREMIER est vrai et le SECOND est vrai (VFFF)                 |
| O | Le PREMIER est vrai si et seulement si le SECOND est vrai (VFFV) |
| U | Le PREMIER est vrai peu importe si le SECOND est vrai (VVFF)     |
Le lojban peut créer 14 des 16 fonctions de vérité  possibles, laissant de côté VVVV et FFFF (qui sont inutiles de toute façon).  Voici des exemples de conjonctions appropriés aux sumti:
la .djekl. .a la .xaid. zvati ti
Jekyll et/ou Hyde est/sont là.
la .djekl. .e la .xaid. zvati ti
Jekyll et Hyde sont là.
la .djekl. .o la .xaid. zvati ti
Jekyll si-et-seulement-si Hyde est là.
la .djekl. .u la .xaid. zvati ti
Jekyll peu-importe-si Hyde est là.
Les variations de ces fonctions de vérité peuvent être faites comme suit:
la .djekl. na.a la .xaid. zvati ti
Jekyll seulement-si Hyde est là.
la .djekl. .enai la .xaid. zvati ti
Jekyll et-non Hyde est là.
la .djekl. .onai la .xaid. zvati ti
Jekyll soit Hyde est là.
la .djekl. se.u la .xaid. zvati ti
Outre le fait que Jekyll, Hyde est là.
Les connexions entre les composants autres que sumti peuvent être exprimées comme suit :
la .djekl. tavla .ija la .xaid. tavla (entre propositions)
Jekyll parle. Et/ou Hyde parle.
la .djekl. mikce la xaid. gi'e nanmu (between bridi)
Jekyll est un docteur de Hyde et est un homme.
la .djekl. sipna je cadzu (between gismu)
Jekyll dort-et-marche.
Les connexions peuvent être remis en question:
la .djekl. ji la .xaid. tavla
Jekyll [quoi?] Hyde parle.
Est-ce que Jekyll ou Hyde parlent?
la .djekl. sipna je'i cadzu
Jekyll dors [quoi?] parle. Est-ce que Jekyll dort ou marche?
Outre les connecteurs logiques, il y a plusieurs connecteurs non-logiques. Ceux-ci ne changent pas la forme:
lo lanme [ku] fa'u lo guzme cu danlu fa'u spati
Un mouton et un melon sont des animaux et des plantes, respectivement.
lo rukygu'e cu xazdo joi ropno
La Russie est asiatique ainsi que européenne.

### bridi - propositions, prédications
Les prédicats peuvent être connectés de manière variée :
do | melbi | .i | do | xendo : Tu es beau. Tu est gentil.
(Deux phrases, chacune constituée d'un sumti et d'un selbri. .i sépare les phrases.)
do | melbi | .ije | do | xendo : Tu es beau. Et de plus, tu est gentil.
(Cette phrase est syntaxiquement identique à la celle ci-dessus, mais possède un sens différent. .ije est équivalent à .i je.)
do | melbi | gi'e | xendo : Tu es beau, et en plus gentil.
(Une phrase, composé d'un sumti et de deux selbri. gi'e sépare les bridi ainsi que leur contenu.)
do | melbi | gi'e | xendo | .iki'ubo | mi | nelci | doTu es beau, et en plus gentil. Et c'est pour ça qu'on t'aime.
(Deux phrases, dont l'un comprend un bridi composé. Bien que .i marque simplement une division de phrases, ki'u avec bo ajoute qu'il existe un lien logique particulier entre la première et la deuxième phrase. .iki'ubo Peut être donc être orthographié .i ki'u bo.)

#### Prépositions
Il existe deux types de prépositions dans lojban: marqueurs tendus et prépositions appropriés. La différence syntaxique est qu'une préposition appropriée peut être convertie en soi, alors qu'un marqueur tendue ne peut pas. Tous les prépositions appropriées (à l'exception du vague do'e) sont formées à partir d'un brivla et marquent leur objet sémantiquement. Ainsi les conditions suivantes sont équivalentes:
mi pilno lo me'andi lo nu skagau lei kerfa
J'utilise un henné pour colorer les cheveux.
mi skagau lei kerfa sepi'o lo me'andi
Je colore les cheveux avec henné.
Les prépositions (y compris les marqueurs tendus) peuvent également être placés dans .i... bo pour créer une conjonction de la proposition. Avec la plupart des prépositions cela n'a aucun sens, mais ki'u, ja'e, mu'i et ni'i sont souvent utilisés de cette façon d'exprimer différents types de «parce que» et «donc»:
la .djan. cpacu le pamoi se jinga .iki'ubo ri jinga
John a obtenu le premier prix parce qu'il a gagné.